# Classe Álvaro de Bazán
La classe Álvaro de Bazán è una serie di fregate antiaeree dell'Armada Española (Marina da guerra spagnola) sviluppate attorno al sistema AEGIS.

## Storia
Il progetto della nave è stato costruito attorno al sistema AEGIS di difesa antiaerea missilistica, con un lanciatore verticale Mk.41 a 48 celle di progettazione statunitense, omologo di quelli in stallati sui cacciatorpediniere della classe Arleigh Burke, e un radar di tipo SPY-1 a elementi fissi integrati nella sovrastruttura. Concettualmente le unità vengono ritenute dei cacciatorpediniere per potenza di fuoco e capacità di azione, e sono state impiegate come scorta di portaerei statunitensi proprio al posto dei caccia della classe Burke

, precisamente la capoclasse nel ruolo di schermo alla portaerei statunitense USS Theodore Roosevelt durante l'operazione Enduring Freedom, la Almirante Juan de Borbón (F-102) per la USS George H. W. Bush e la Blas de Lezo (F-103) con la francese Charles de Gaulle.

## Unità della classe
Unità della Classe Álvaro de Bazán della Armada Española
| - Classe Álvaro de Bazán | - Classe Álvaro de Bazán | - Classe Álvaro de Bazán | - Classe Álvaro de Bazán | - Classe Álvaro de Bazán | - Classe Álvaro de Bazán |
| Matricola                | Nome                     | Cantiere                 | Entrata in servizio      | Destino finale           | Call sign                |
| ------------------------ | ------------------------ | ------------------------ | ------------------------ | ------------------------ | ------------------------ |
| F-101                    | Álvaro de Bazán          | Cantiere Navantia        |                          | in servizio              |                          |
| F-102                    | Almirante Juan de Borbón | Cantiere Navantia        |                          | in servizio              |                          |
| F-103                    | Blas de Lezo             | Cantiere Navantia        |                          | in servizio              |                          |
| F-104                    | Méndez Núñez             | Cantiere Navantia        |                          | in servizio              |                          |
| F-105                    | Cristóbal Colón          | Cantiere Navantia        |                          | in servizio              |                          |

Una sesta unità era stata prevista ma non autorizzata per mancanza di fondi, stante il costo delle precedenti in 600 milioni di euro (F-101 a F-104) lievitati a 750 per la quinta nave.